# Make Heroine ga Ōsugiru!
Make Heroine ga Ōsugiru! (Nhật: 負けヒロインが多すぎる！ Hepburn: Make Hiroin ga Ōsugiru!, "Có quá nhiều nữ chính thua cuộc!")  là một loạt light novel do Amamori Takibi sáng tác và Imigimuru minh họa. Câu chuyện lấy bối cảnh tại thành phố Toyohashi, Aichi, quê hương của Amamori. Bộ truyện ra mắt dưới ấn hiệu Gagaga Bunko của Shogakukan vào tháng 7 năm 2021. Bản chuyển thể manga của mangaka Itachi chính thức phát hành trên trang web Ura Sunday của Shogakukan và ứng dụng MangaONE từ tháng 4 năm 2022. Tựa anime truyền hình chuyển thể do hãng A-1 Pictures sản xuất, lên sóng từ tháng 7 năm 2024.

## Nhân vật
Nukumizu Kazuhiko (温水 和彦)
Lồng tiếng bởi: Umeda Shūichirō
Yanami Anna (八奈見 杏菜)
Lồng tiếng bởi: Tono Hikaru
Yakishio Remon (焼塩 檸檬)
Lồng tiếng bởi: Wakayama Shion
Komari Chika (小鞠 知花)
Lồng tiếng bởi: Terasawa Momoka
Nukumizu Kaju (温水 佳樹)
Lồng tiếng bởi: Tanaka Minami
Tsukinoki Koto (月之木古都)
Lồng tiếng bởi: Tanezaki Atsumi
Tamaki Shintarō (玉木慎太郎)
Lồng tiếng bởi: Kobayashi Yūsuke

## Truyền thông

### Light novel
Make Heroine ga Oosugiru! ra mắt dưới ấn hiệu Gagaga Bunko vào ngày 21 tháng 7 năm 2021. Tác phẩm đã phát hành tổng cộng sáu tập tính đến ngày 18 tháng 12 năm 2023.

### Manga
Trang web Ura Sunday của Shogakukan và ứng dụng MangaONE đã cho ra mắt tựa manga chuyển thể do Itachi đảm nhận công đoạn minh họa vào ngày 29 tháng 4 năm 2022. Tính đến ngày 18 tháng 8 năm 2023, phía nhà xuất bản Shogakukan đã biên soạn tác phẩm thành hai tập tankōbon riêng lẻ.

### Anime
Ngày 14 tháng 12 năm 2023, Shogakukan đã chính thức công bố bộ anime truyền hình chuyển thể từ loạt light novel. Tác phẩm do hãng Aniplex lên kế hoạch sản xuất, xưởng A-1 Pictures chế tác hoạt họa, Kitamura Shōtarō đảm nhận vai trò đạo diễn, Yokotani Masahiro chấp bút phần kịch bản, Kawakami Tetsuya thiết kế nhân vật và Utatane Kana biên soạn nhạc. Phim dự kiến ra mắt vào ngày 14 tháng 7 năm 2024 trên Tokyo MX và một số kênh truyền hình khác. Bản nhạc hiệu mở đầu của tác phẩm là "Tsuyogaru Girl" do BotchiBoromaru sáng tác với phần góp giọng của ca sĩ Mossa từ Necry Talkie, trong khi các bài hát kết phim lên sóng theo thứ tự từng tập với với bài đầu tiên là bản hát lại "LOVE2000" của nữ ca sĩ Hitomi do Tono Hikaru trong vai nhân vật Yanami Anna góp giọng. Crunchyroll chịu trách nhiệm cấp phép bộ phim tại các quốc gia nằm ngoài châu Á (ngoại trừ thị trường Ấn Độ và Đông Nam Á). Trong khi đó, hãng Plus Media Networks Asia đảm nhận khâu phân phối bộ phim này tại khu vực Đông Nam Á, đồng thời trực tiếp phát sóng tác phẩm trên Aniplus Asia.
Theo biên tập viên phụ trách tựa light novel nguyên tác, Iwaasa, cuộc thương thảo về việc chuyển thể anime đã được tiến hành trước thời điểm xuất bản tập đầu tiên của bộ truyện.

#### Tập phim
| TT. | Tiêu đề | Đạo diễn         | Biên kịch         | Bảng phân cảnh      | Ngày phát hành gốc  |
| --- | --- | ---------------- | ----------------- | ------------------- | ------------------- |
| 1   | "Puro Osananajimi Yanami Anna no Make-ppuri" (tiếng Nhật: プロ幼馴染八奈見杏菜の負けっぷり)                                                           | Kitamura Shōtarō | Yokotani Masahiro | Kitamura Shōtarō    | 13 tháng 7 năm 2024 |
| 2   | "Yakusoku Sareta Haiboku o Kimi ni" (tiếng Nhật: 約束された敗北を君に)                                                                                | Watanabe Yuki    | Yokotani Masahiro | Kitamura Shōtarō    | 21 tháng 7 năm 2024 |
| 3   | "Tatakau Mae Kara Maketeiru" (tiếng Nhật: 戦う前から負けている)                                                                                       | Yukihiro Komao   | Yokotani Masahiro | Ushijima Shinichirō | 28 tháng 7 năm 2024 |
| 4   | "Make Hiroin o Nozoku Toki, Make Hiroin mo Mata Anata o Nozoiteiru Noda" (tiếng Nhật: 負けヒロインを覗く時、負けヒロインもまたあなたを覗いているのだ) | Tsuyoshi Tobita  | Yokotani Masahiro | Kitamura Shōtarō    | 4 tháng 8 năm 2024  |

## Đón nhận
Trong ấn bản năm 2022 của cuốn sách hướng dẫn light Novel hàng năm Kono Light Novel ga Sugoi! do Takarajimasha phát hành, bộ light novel xếp ở vị trí thứ 18 trong hạng mục Bunkobon và thứ 11 trong hạng mục tác phẩm mới.